# 왕진

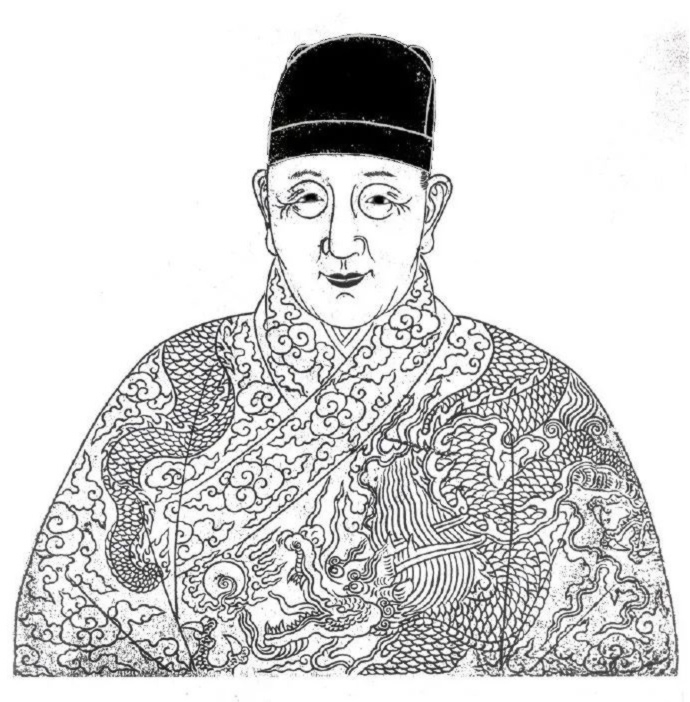
왕진

왕진(王振, ？ - 1449년)은 명나라의 환관으로 권력을 잡고 부정부패를 일삼으며 국정을 농단하였다. 6대 정통제 즉위 후에 정치를 독점했지만, 토목의 변으로 황제의 경호 무사들에게 피살당하였다.

## 생애
울주(허베이성 울현)의 출신으로 열심히 공부를 하였으나 과거에 여러차례 낙방한후 현청의 교관(敎官) 생활을 하였다. 교관 생활중에 죄를 지어 귀양살이를 가게 되었는데, 그때 마침 황궁에서 환관을 모집하러 내려왔다. 귀양 가서 고생하기 싫었기에 자진해서 거세를 하고 환관이 되었다. 당시 황궁내에 있던 내시양성 기관인 내서당의 환관들 중에는 글을 읽을 줄 아는 사람이 몇명 없었다. 과거 태조 주원장의 재위기에 실행한 '환관 억제책'의 일환으로 환관의 정치 간여금지와 더불어 환관들에게는 글을 가르치지 못하게 했기 때문이다. 조카의 제위를 쿠데타(정난의 변)를 통해 찬탈한 제3대 영락제에 의해 환관 정치가 부활하였으나 문신들은 환관을 멸시하며 그들에게 글을 가르치려 들지 않았다. 왕진은 환관들에게 글을 가르쳤고 환관들은 그를 왕 선생이라고 불렀다. 
왕진은 학식이 제법 있었던 터라 선덕제의 명으로 태자 주기진(朱祁鎭)에게 글을 가르치며 교육을 담당하게 되었다. 어린 태자는 공부를 싫어하고 놀기를 좋아했는데 왕진은 명색이 선생이라는 자가 가르치라는 글은 안 가르치고 이런저런 방법을 내어 태자의 비위만 맞춰주었다. 1435년 정통제가 9살의 어린나이에 즉위한후에 사례감의 장인 장앙태감이 되었고, 황제의 문서를 대필하며 이를 조작하는등의 전횡을 일삼았다.
정통제 7년(1442년)에 섭정을 맡았던 정통제의 할머니 태황태후 장씨(성효소황후)가 승하하자, 조정의 유력자가 되었다. 가장먼저 왕진이 한일은 명태조 주원장이 환관억제책의 실행을 분명하게 하기 위하여 '환관의 정치 간여금지'를 천명하며 궁문에 세워놓은 철패를 부셔버리는 것이었다. 이후 선대 황제시절의 유능한 신하였던 양사기(楊士奇)·양부(楊溥)등이 차례로 사망하면서, 권력을 완전히 장악하고 부정부패를 통해 재산을 축적하며 반대자를 탄압했다. 어린 정통제는 유희를 즐기며 정치에 무관심했기에 왕진은 상주서 비답을 도맡아서 처리하였고 그의 권세는 하늘을 찌를 정도였다. 아첨을 일삼는 일부 왕공 귀족들은 그를 ‘옹부(翁父)’라고 부르기까지 했다.
정통제 14년(1449년)에 오이라트가 샨시에 침입하면서, 정통제에게 친정을 추천해 같이 종군하였다. 그러나 명군은 대패해 정통제는 포로가 되었고 자신도 금위군 군관 번충에게 살해당했다. 이 사건을 '토목의 변'이라 하는데 이일이 있은후 왕진의 가문은 처벌을 당하고, 재산도 몰수됐다.

## 같이 보기
- 정통제